# A Night in Casablanca
A Night in Casablanca is een Amerikaanse filmkomedie uit 1946 onder regie van Archie Mayo. Het was de twaalfde film van The Marx Brothers.

## Verhaal
Ronald Kornblow houdt vlak na de oorlog een hotel in Casablanca. Zijn voorgangers zijn allemaal vermoord. De Franse soldaat Pierre denkt dat enkele ex-nazi's verantwoordelijk zijn voor de moorden. Hij gaat op onderzoek.